# Zornitsa Roussinova
Zornitsa Roussinova, née le 24 décembre 1969 à Bourgas est une femme politique bulgare, ministre du Travail de Bulgarie de mai 2016 à janvier 2017.

## Biographie
Le 18 mai 2016, Zornitsa Roussinova succède à Ivaïlo Kalfin, ayant quitté le poste de ministre du Travail et de la politique sociale.